# On the Edge (film 2001)
On the Edge è un film per la televisione del 2001 diretto da Anne Heche, Mary Stuart Masterson, Helen Mirren e Jana Sue Memel. È un film di fantascienza statunitense a episodi interpretato da John Goodman, Beverly D'Angelo, Christopher Lloyd, Bruce Davison e Andie MacDowell. 

## Produzione
Il film è stato diretto da Anne Heche, Mary Stuart Masterson e Jana Sue Memel su una sceneggiatura di delle stesse Heche e Masterson e di John W. Herrera e Crispin Whittell e un soggetto di Keith Laumer, Walter M. Miller e Bruce Holland Rogers, autori rispettivamente dei tre racconti The Placement Test (per il segmento Happy Birthday), Command Performance (per il segmento Reaching Normal) e Lifeboat on a Burning Sea (per il segmento The Other Side). È stato prodotto da Jana Sue Memel per la Chanticleer Films, la Paramount Network Television Productions e la Paramount Pictures e girato a Los Angeles in California.

## Promozione
La tagline è: Tales that will take you to the edge... if you dare... (lett. "Racconti che ti porteranno al limite... se ne avrai il coraggio...").

## Distribuzione
Il film è stato trasmesso negli Stati Uniti il 28 giugno 2001 sulla rete televisiva Showtime.
Altre distribuzioni:
- in Norvegia il 21 agosto 2002
- in Spagna il 24 maggio 2003 (Jugando al límite)
- in Brasile (Atitudes Extremas)
- in Ungheria (Borotvaélen)
- in Grecia (Xepernontas ta oria)

## Accoglienza
Secondo Fantafilm il film è una "interessante, anche se non del tutto riuscita, trilogia del fantastico nella quale le attrici Masterson, Mirren e Heche si cimentano alla regia proponendo una visione del futuro dai toni sconcertanti e satirici".